# Saint-Juan
Saint-Juan – miejscowość i gmina we Francji, w regionie Burgundia-Franche-Comté, w departamencie Doubs.
Według danych na rok 1990 gminę zamieszkiwały 162 osoby, a gęstość zaludnienia wynosiła 13 osób/km² (wśród 1786 gmin Franche-Comté Saint-Juan plasuje się na 582. miejscu pod względem liczby ludności, natomiast pod względem powierzchni na miejscu 308.).